# لا فينيس ديل (قصة قصيرة)
لا فينيس ديل أو لا فينوس ديل (بالفرنسية: La Vénus d'Ille) قصة قصيرة ذات طابع عجائبي للكاتب الفرنسي بروسبير ميريميه، كتبت سنة 1835، ولم تنشر حتى شهر ماي من سنة 1837.

## كتابة القصة

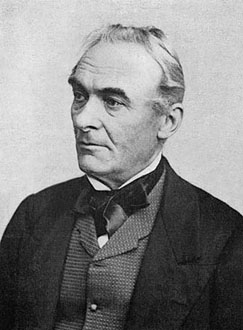
مؤلف القصة بروسبير ميريمي.

بروسبير ميريمي لم يكن كاتبا فقط بل كان كذلك عالم آثار أركيولوجي، وقد عين سنة 1834 مفتشا للآثار التاريخية بفرنسا وهذا ما خوله لكتابة لا فينيس ديل التي ٱحتوت على أحداث لعمليات استخراج و تنقيب فضلا عن كون السارد فيها عالما بالآثار.

## النوع الأدبي للقصة
تنتمي القصة إلى النوع الأدبي المسمى بالعجائبي، وهو نوع من الخيال يعتمد على الميتافيزيقية في قالب وجو واقعي، وفيها يحتار القارئ بين تفسيرين: منطقي وآخر ميتافيزيقي.

## عنوان القصة
عنوان القصة يحتوي علي كلمتين أساسيين وهما:
1. فينوس (بالفرنسية: Vénus): وهو اسم إلهة الحب والجمال لدى الرومان، وتستمى بأفروديت في الأساطير اليونانية.
2. إيل (بالفرنسية: Ille): وهي مدينة صغيرة تقع جنوب فرنسا في مقاطعة Pyrénées-Orientales ،وتسمى حاليا (بالفرنسية: Ille-sur-Têt).

## الشخصيات

### السارد
هو شخصية مشاركة في الأحداث لم يذكر إسمها في القصة، وهو أركيولوجي قدم من باريس لزيارة السيد بيغيؤوغاد للقيام بعمليات تنقيب في منطقة إيل، غير أن هذه الزيارة ستتحول فيما بعد إلى مأساة حقيقية.

### السيد بيغيؤوغاد
رجل غني، هاوٍ من هواة الآثار، مسن، ديناميكي، وأب ألفونس. إستقبل السارد بحفاوة، وجد صنماً في أراضيه، وتوفي بعد عدة أشهر من وفاة إبنه ألفونس متأثرا بفراقه.

### السيدة بيغيؤوغاد
أم ألفونس، سيدة مليئة بالحنان وحسن الضيافة، متطيرة/متشائمة من صنم فينيس البرونزي الذي حولته إلى جرس كنيسة بعد وفاة كل من زوجها السيد بيغيؤوغاد وإبنها ألفونس.

### ألفونس
ابن السيد بيغيؤوغاد، عمره 26 سنة، يحضر لزواجه من الآنسة بيكاغيك لكنه نسي خاتم الزفاف في إصبع الصنم فينيس في يوم عقد القران، وجد مقتولا ليلة حفلة الزفاف.

### الآنسة بيكاغيك
شابة جميلة وغنية، عمرها 18 سنة، أصبحت حمقاء بعدما شهدت على حادث موت زوجها ألفونس.

### والدا الآنسة بيكاغيك
لم يُذكرا بشكل واضح/كاف في القصة.

### تمثال لا فينيس

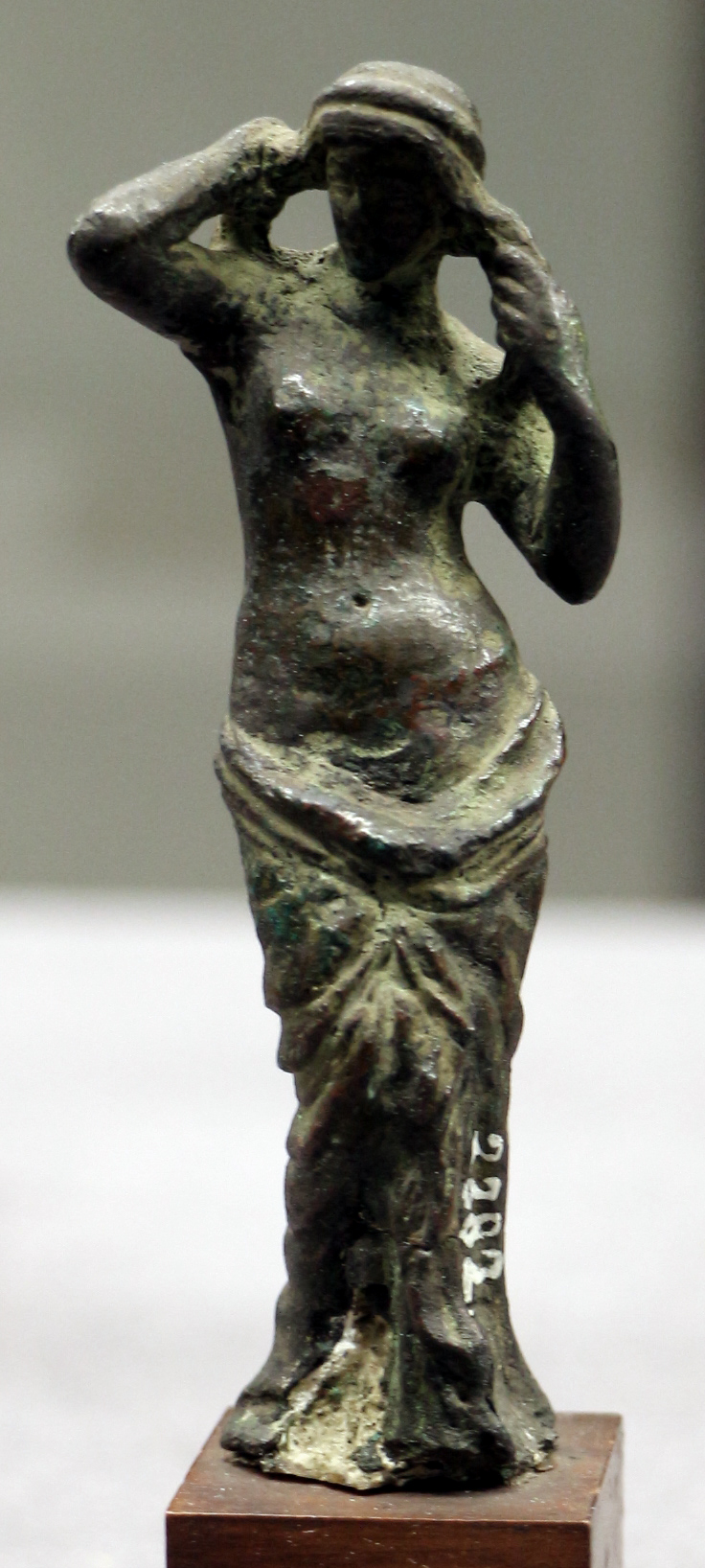
تمثال فينيس إلهة الحب والجمال عند الرومان.

تمثال إلهة الحب والجمال، وُجد في أراضي السيد بيغيؤوغاد، له طابع فوق طبيعي، ومصدر لعنة لمن وقع في حبه.

### المرشد
هو من دل السارد على الطريق الذي يوصل إلى منزل السيد بيغيؤوغاد.

### جون كول
من العمال الذين شاركوا في عملية استخراج تمثال فينيس، كُسرت رجله وأصبح عاجزا بعد أن وقع التمثال على رِجله.

### شخصيات أخرى
- صٙبِيّٙان.
- قائد الفرقة الإسبانية للعبة الكف.
- وكيل الملك.

## المكان والزمان في القصة
1. المكان: إيل وهي مدينة صغيرة تقع جنوب فرنسا في مقاطعة (بالفرنسية: Pyrénées-Orientales)، وتسمى حاليا (بالفرنسية: Ille-sur-Têt).
2. الزمان: لا يوجد في القصة تواريخ محددة، لكن أحداث القصة بدأت عشية يوم الأربعاء وٱنتهت في صباح يوم السبت.

## أحداث القصة

### عشية يوم الأربعاء (بداية القصة)
1. وصول السارد إلى إيل قادما من باريس لزيارة المآثر التاريخية والقيام بتنقيبات أركيولوجية.
2. مقابلة المرشد للسارد من أجل إرشاده إلى منزل السيد بيغيؤوغاد.
3. في طريقهما يخبر المرشدُ الساردٙ بأن السيد بيغيؤوغاد يُحٙضّٙر لزواج إبنه، وبأنه وجد تمثالا في أراضيه كان سببا في كسر رِجْل جون كول.
4. يُسْتٙقْبٙلُ السارد بحرارة في منزل السيد بيغيؤوغاد حيث يتعرف على ألفونس.
5. بعد تناول وجبة العشاء يٙلِجٙ السارد غرفته لكي يرقد، ومن نافذة الغرفة يبصر صٙبِيّٙيْنِ يرميان تمثال فينيس بحجر، ومن ثم يرتد الحجر على الصبيين اللذين يظنان بأن التمثال ردّٙ لهما الكٙرّٙة.

### يوم الخميس
1. السيد بيغيؤوغاد يُرِي للسارد التمثال، وهذا الأخير اوجد بأن التمثال جميل وشرير في آن واحد.
2. يتناقش السيد بيغيؤوغاد والسارد حول معنى بعض الكتابات التي وُجِدت في قاعدة التمثال.
3. بعد تناول وجبة الغداء، ألفونس يُرِي للسارد خاتم الماس الذي سيقدمه لخطيبته.
4. في المساء، عائلة بيغيؤوغاد وضيفهم (السارد) يتناولون وجبة العشاء لدى عائلة بيكاغيك حيث يتعرف السارد على الخطيبة المستقبلية لألفونس.

### يوم الجمعة
1. الجمعة هو يوم فينيس، واليوم الذي قُرِّرٙ فيه عقد قران ألفونس والآنسة بيكاغيك.
2. في يوم زفافه، يشارك ألفونس في مباراة لعبة القلاوي مُضٙايقا من طرف خاتم الماس الذي يضطر إلى وضعه على بنصر تمثال فينيس لإكمال المباراة. لكنه بعد إكماله للمباراة ينسى إسترجاع الخاتم فيقدم لخطيبته خاتما آخر.
3. وجبة الغداء تتم عند عائلة بيكاغيك، أما وجبة العشاء فتتم عند عائلة بيغيؤوغاد.
4. ألفونس يحاول إسترجاع خاتمه، لكن فينيس تأبى ذلك. (لقد أصبحت زوجته).

### صبيحة يوم السبت
1. يستكشف السارد حادثة موت ألفونس، ويشك في قائد الفرقة الإسبانية.
2. زوجة ألفونس تقول بأنها رأت التمثال يخنق زوجها.
3. السارد يعود إلى باريس، ويتوصل بعد أشهر بخبر وفاة السيد بيغيؤوغاد.
4. السيدة بيغيؤوغاد تحول تمثال فينيس البرونزي إلى جرس، وعلى ما يبدو فإن لعنة التمثال لم تنكشف بعد، إذ أن حقول العنب لم تثمر مرتين متتابعتين.

## وصلات خارجية
- قراءة القصة كاملة على ويكي مصدر.
- الاستماع إلى القصة كاملة باللغة الفرنسية. نسخة محفوظة 19 سبتمبر 2016 على موقع واي باك مشين.